# Centrothele kuranda
Centrothele kuranda is een spinnensoort uit de familie Lamponidae. De soort komt voor in Queensland.